# تپه صادق‌آباد
تپه صادق آباد مربوط به دوران پیش از تاریخ ایران باستان است و در شهرستان جوانرود، بخش روانسر، روستای صادق آباد واقع شده و این اثر در تاریخ ۲۳ شهریور ۱۳۸۲ با شمارهٔ ثبت ۱۰۱۳۱ به‌عنوان یکی از آثار ملی ایران به ثبت رسیده است.